# Plessala
Plessala (tiếng Breton: Plesala) là một xã của tỉnh Côtes-d’Armor, thuộc vùng Bretagne, tây bắc Pháp.

## Dân số
Người dân ở Plessala được gọi là Plessaliens.